# Atto unico (teatro)
Un atto unico è una pièce teatrale formata da un solo atto. Gli atti unici sono generalmente opere brevi, e spesso contengono una sola scena rappresentativa.
Le sue origini possono essere individuate nel teatro greco, nel periodo della Grecia classica. Esempio di ciò è Il ciclope di Euripide del V secolo a.C.

## Opere teatrali
- L'ultimo nastro di Krapp di Samuel Beckett
- La cantatrice calva di Eugène Ionesco

| Controllo di autorità | LCCN (EN) sh85094741 · GND (DE) 4132520-5 |